# Tragopogon dubius
Il barba di becco a tromba (nome scientifico Tragopogon dubius (Scop., 1772) è una specie di pianta angiosperma dicotiledone della famiglia delle Asteraceae.

## Etimologia
Da Dioscoride  sappiamo che il nome della pianta (e quindi del genere Tragopogon) deriva dal greco τραγος (tragos = caprone) e πὠγων (pogon = barba) per la somiglianza delle setole del pappo con la barba di un caprone. L'epiteto specifico (dubius) in botanica viene usato nel senso di "incerto" o "di non conforme a un modello".
Il nome scientifico di questa pianta è stato definito per la prima volta dal medico e naturalista italiano Giovanni Antonio Scopoli (Cavalese, 3 giugno 1723 – Pavia, 8 maggio 1788) nella pubblicazione "Flora Carniolica Exhibens Plantas Carniolae Indigenas et Distributas in Classes Naturales cum Differentiis Specificis, Synonymis Recentiorum, Locis Natalibus, Nominibus Incolarum, Observationibus Selectis, Viribus Medicis. Editio Secunda Aucta et Reformata. Viennae  - 2: 95." del 1772.

## Descrizione

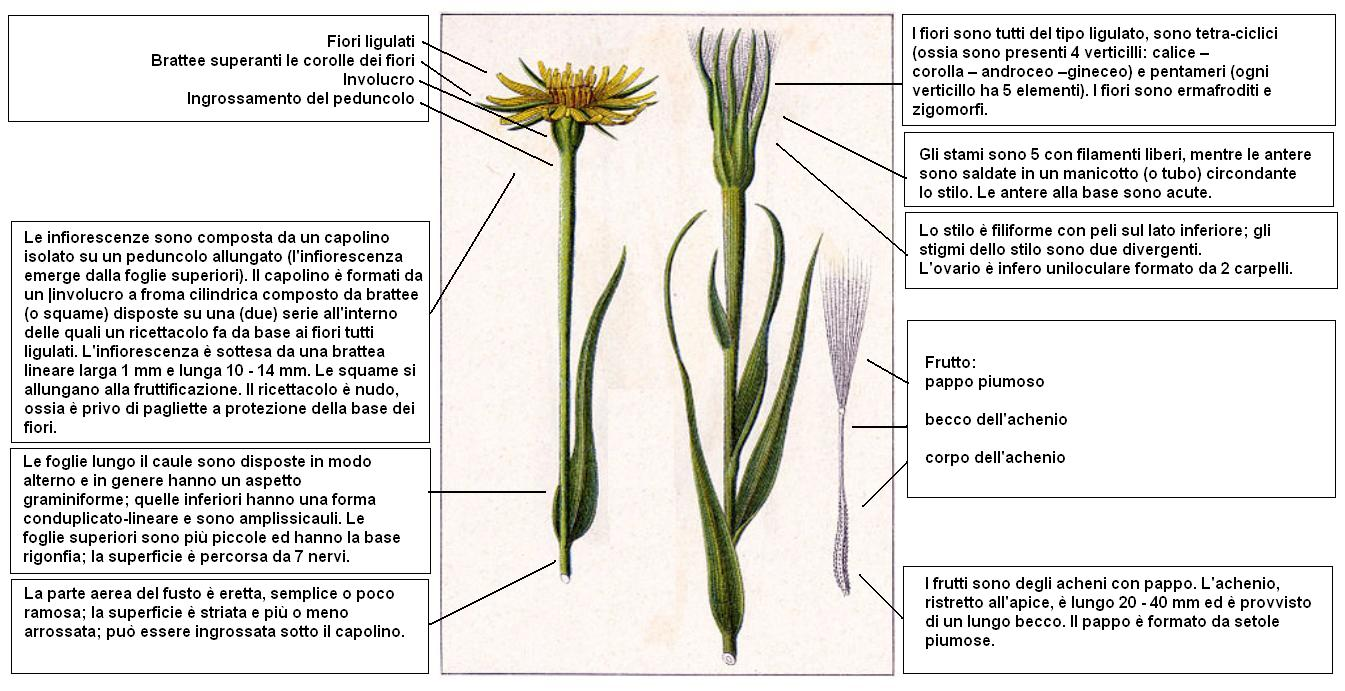
Descrizione delle parti della pianta

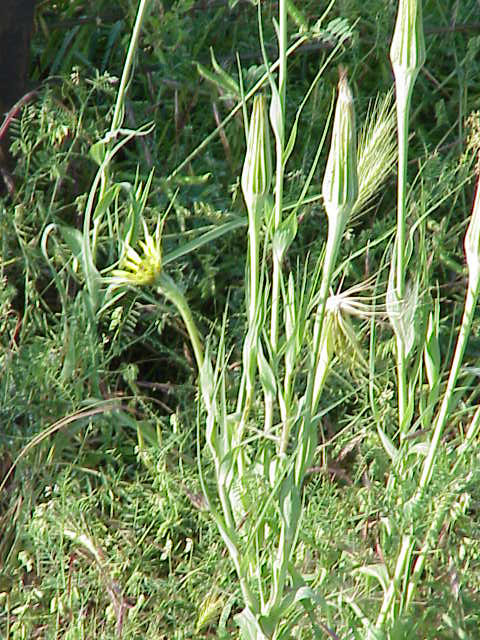
Il portamento

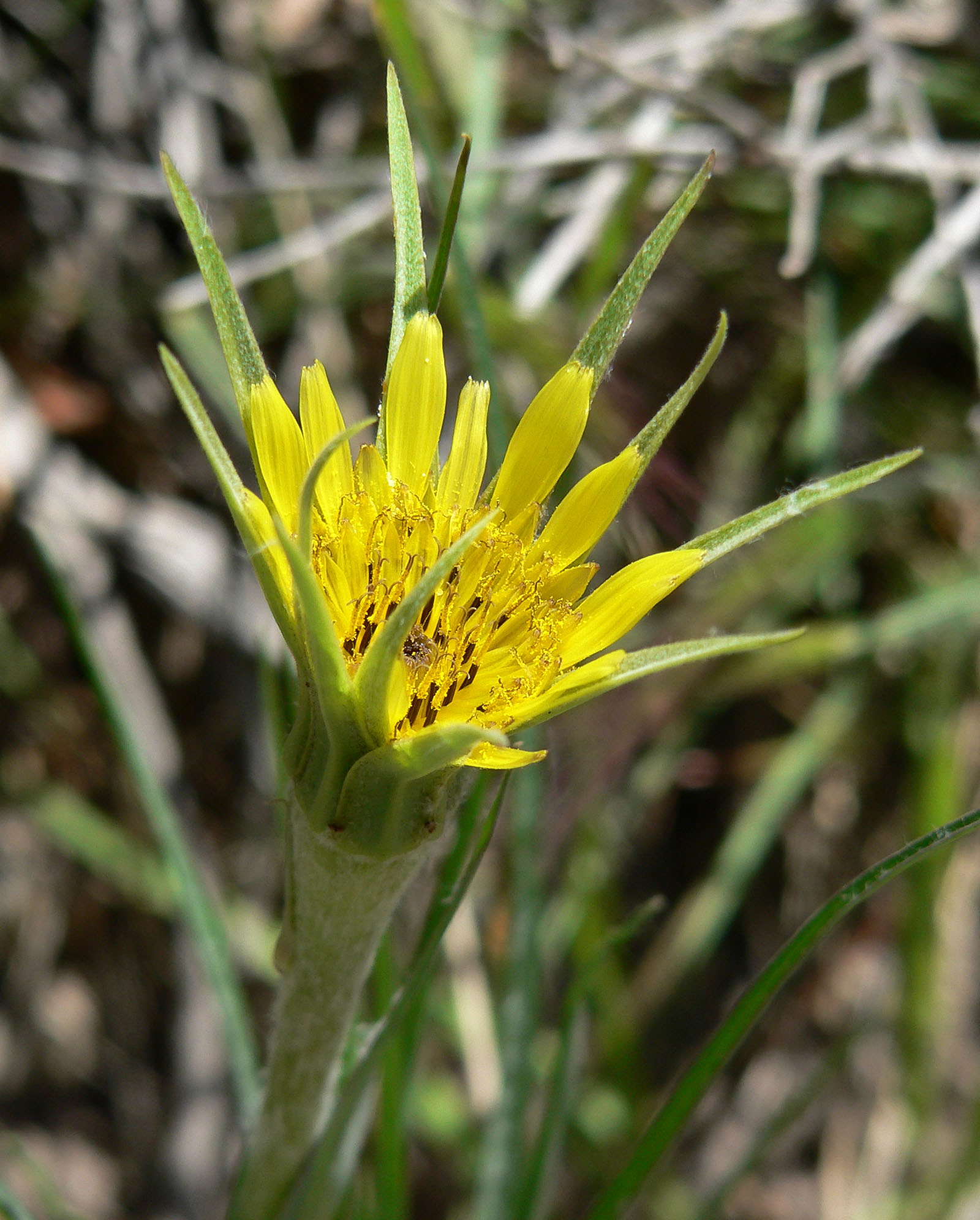
Il capolino con le squame superanti le corolle dei fiori ligulati

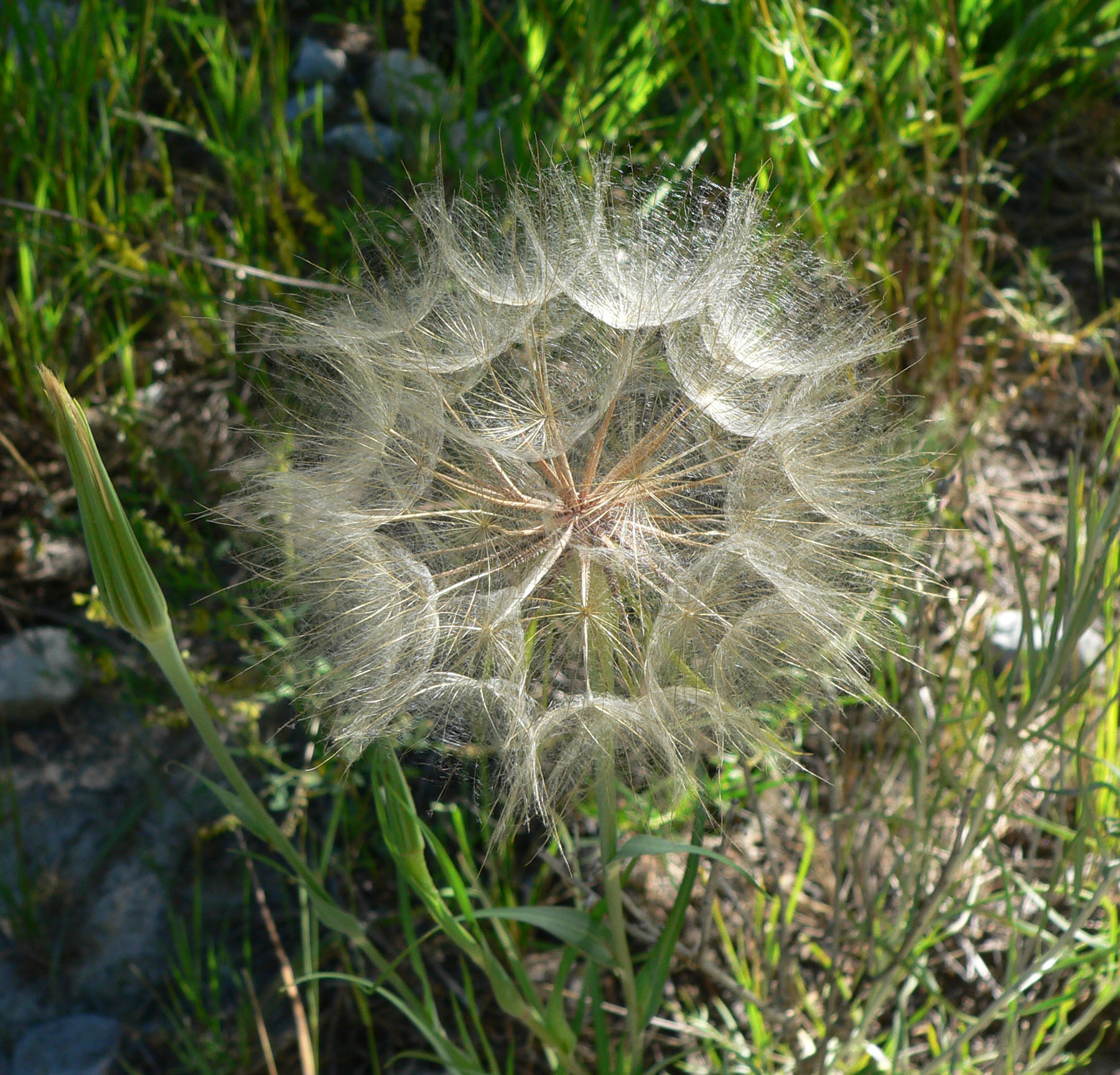
Il pappo piumoso con alla base l'achenio

Habitus. La forma biologica è emicriptofita bienne (H bienn), ossia sono piante a ciclo biologico bienne, con gemme svernanti al livello del suolo e protette dalla lettiera o dalla neve, spesso sono dotate di un asse fiorale eretto e privo di foglie. Gli organi interni di queste piante contengono lattoni sesquiterpenici.
Fusto. La parte aerea del fusto è eretta, semplice o poco ramosa; la superficie è striata e più o meno arrossata; è ingrossata sotto il capolino. Le radici sono costituite da un fittone. L'altezza di queste piante varia da 20 a 60 cm (massimo 80 – 100 cm in America).
Foglie. Le foglie lungo il caule sono disposte in modo alternato e in genere hanno un aspetto graminiforme; quelle inferiori hanno una forma conduplicato-lineare e sono amplissicauli. Le foglie superiori sono più piccole ed hanno la base rigonfia; la superficie è percorsa da 7 nervi.
Dimensioni delle foglie inferiori: larghezza 5 mm; lunghezza 2 - 3 dm. Dimensione delle foglie superiori: larghezza (alla base) 15 mm; lunghezza 1 dm.
Infiorescenza. Le infiorescenze sono composte da un capolino isolato su un peduncolo allungato (l'infiorescenza emerge dalla foglie superiori). Il capolino è formati da un involucro a forma cilindrica composto da brattee (o squame) disposte su una (due) serie all'interno delle quali un ricettacolo fa da base ai fiori tutti ligulati. L'infiorescenza è sottesa da una brattea lineare larga 1 mm e lunga 10 – 14 mm. Le squame si allungano alla fruttificazione. Il ricettacolo è nudo, ossia è privo di pagliette a protezione della base dei fiori. Diametro del capolino: alla base 2 – 5 cm; all'apice 4 – 5 mm; alla fruttificazione più di 10 mm. Dimensioni dell'involucro: larghezza 8 mm; lunghezza 15 mm. Dimensioni delle squame: larghezza 3 mm; lunghezza 40 mm.
Fiore. I fiori sono tutti del tipo ligulato (il tipo tubuloso, i fiori del disco, presente nella maggioranza delle Asteraceae, qui è assente), sono tetra-ciclici (ossia sono presenti 4 verticilli: calice – corolla – androceo – gineceo) e pentameri (ogni verticillo ha 5 elementi). I fiori sono ermafroditi e zigomorfi.
- Formula fiorale:

*/x K {\displaystyle \infty }, [C (5), A (5)], G 2 (infero), achenio
- Calice: i sepali del calice sono ridotti ad una coroncina di squame.
- Corolla: le corolle sono formate da una ligula terminante con 5 denti; il colore è giallo. Lunghezza della corolla: 20 – 27 mm (è molto più breve delle squame).
- Androceo: gli stami sono 5 con filamenti liberi, mentre le antere sono saldate in un manicotto (o tubo) circondante lo stilo.[18] Le antere alla base sono acute. Il polline è tricolporato (con due lacune), è echinato (con punte) e anche "lophato" (la parte più esterna dell'esina è sollevata a forma di creste e depressioni).[19]
- Gineceo: lo stilo è filiforme con peli sul lato inferiore; gli stigmi dello stilo sono due divergenti. L'ovario è infero uniloculare formato da 2 carpelli.
- Fioritura: da maggio a giugno.

Frutti. I frutti sono degli acheni con pappo. L'achenio, ristretto all'apice, è lungo 20 – 40 mm ed è provvisto di un lungo becco lungo come l'achenio o più corto. Il pappo è formato da setole piumose.

## Biologia
- Impollinazione: l'impollinazione avviene tramite insetti (impollinazione entomogama tramite farfalle diurne e notturne).
- Riproduzione: la fecondazione avviene fondamentalmente tramite l'impollinazione dei fiori (vedi sopra).
- Dispersione: i semi (gli acheni) cadendo a terra sono successivamente dispersi soprattutto da insetti tipo formiche (disseminazione mirmecoria). In questo tipo di piante avviene anche un altro tipo di dispersione: zoocoria. Infatti gli uncini delle brattee dell'involucro si agganciano ai peli degli animali di passaggio disperdendo così anche su lunghe distanze i semi della pianta.

## Distribuzione e habitat

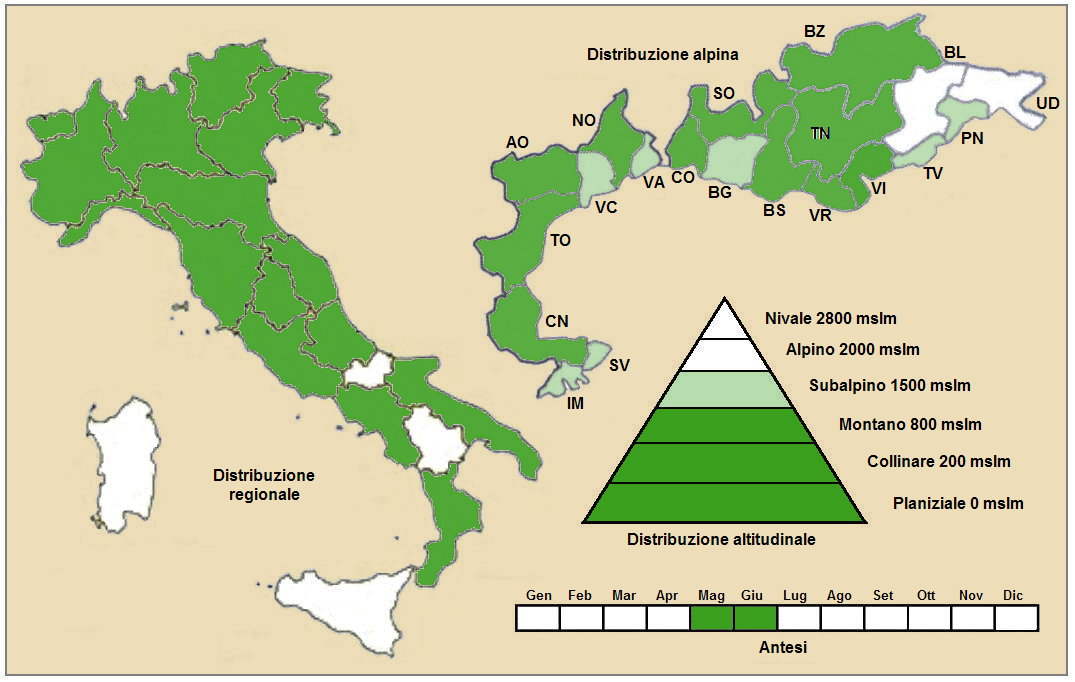
Distribuzione della pianta
(Distribuzione regionale – Distribuzione alpina)

- Geoelemento: il tipo corologico (area di origine) è Sud Europeo (Mediterraneo) - Caucasico (Pontico).
- Distribuzione: in Italia è una specie rara ma presente su tutto il territorio (isole escluse); al Sud è rarissima. Oltre confine, sempre nelle Alpi, si trova in Francia (tutti i dipartimenti alpini), in Svizzera e in Austria (Länder dell'Austria Inferiore). Sugli altri rilievi europei è presente nella Foresta Nera, Vosgi, Massiccio del Giura, Massiccio Centrale, Pirenei, Monti Balcani e Carpazi.[21] Fuori dall'Europa si trova in Asia occidentale; altrove (America del Nord e del Sud, Sudafrica e Australia) è considerata specie naturalizzata.[22]
- Habitat: l'habitat tipico per questa specie sono i prati aridi e sabbiosi e le dune; ma anche le colture e le aree ruderali.  Il substrato preferito è sia calcareo che siliceo con pH neutro, alti valori nutrizionali del terreno che deve essere arido.
- Distribuzione altitudinale: sui rilievi queste piante si possono trovare fino a 1000 m s.l.m.; frequentano quindi i seguenti piani vegetazionali: collinare, montano e in parte quello subalpino (oltre a quello planiziale – a livello del mare).

### Fitosociologia
Dal punto di vista fitosociologico alpino Tragopogon dubius appartiene alla seguente comunità vegetale:
Formazione: comunità perenni nitrofile
Classe: Agropyretea intermedii-repentis
Ordine: Agropyretalia intermedii-repentis
Alleanza: Convolvulo-Agropyrion repentis

## Tassonomia
La famiglia di appartenenza di questa voce (Asteraceae o Compositae, nomen conservandum) probabilmente originaria del Sud America, è la più numerosa del mondo vegetale, comprende oltre 23.000 specie distribuite su 1.535 generi, oppure 22.750 specie e 1.530 generi secondo altre fonti (una delle checklist più aggiornata elenca fino a 1.679 generi). La famiglia attualmente (2021) è divisa in 16 sottofamiglie.

### Filogenesi
Il genere della specie di questa voce appartiene alla sottotribù Scorzonerinae della tribù Cichorieae (unica tribù della sottofamiglia Cichorioideae). In base ai dati filogenetici la sottofamiglia Cichorioideae è il terz'ultimo gruppo che si è separato dal nucleo delle Asteraceae (gli ultimi due sono Corymbioideae e Asteroideae). La sottotribù Scorzonerinae è il secondo clade che si è separato dalla tribù.
All'interno della sottotribù sono stati individuati diversi cladi, alcuni in posizione politomica. Il genere di questa voce, da un punto di vista filogenetico, si trova in una posizione centrale e con il genere Geropogon forma un "gruppo fratello" (differiscono soprattutto per gli acheni e il pappo). Il genere Tragopogon come è descritto attualmente è monofiletico.
I caratteri distintivi per la specie di questa voce sono:
- i fusti hanno un ingrossamento di oltre 10 mm sotto il capolino;
- le corolle dei fiori sono completamente gialle.

Il numero cromosomico della specie è: 2n = 12.

### Variabilità
La specie di questa voce è variabile nel diametro del peduncolo che in alcuni casi è fortemente ingrossato (oltre a un centimetro di diametro). Alcuni Autori hanno preferito creare una nuova specie (Tragopogon major  Jacq.) per questa varietà. Ma attualmente la maggior parte delle checklist considera questa entità un sinonimo della specie principale.
Per questa specie sono riconosciute le seguenti sottospecie:
- Tragopogon dubius subsp. dubius: è l'entità principale descritta in questa voce.
- Tragopogon dubius subsp. desertorum (Lindem.) Tzvelev, 1985 - Distribuzione: Europa Orientale
- Tragopogon dubius subsp. major (Jacq.) Vollm., 1914 - Distribuzione: Europa

### Specie simili
Secondo la divisione fatta da Pignatti questa specie, nell'ambito del genere, fa parte del gruppo a fiori completamente gialli. In questo gruppo sono comprese alcune specie che si distinguono per i seguenti caratteri:
- Tragopogon pratensis L. - Barba di becco dei prati: la base delle foglie è allargata; le squame dell'involucro sono 7 -8.
- Tragopogon minor Mill. - Barba di becco minore: alla fioritura la corolla è a metà delle brattee; il diametro dell'infiorescenza è di 30 - 40 mm.
- Tragopogon orientalis L. - Barba di becco orientale: alla fioritura la corolla sporge di 2 - 5 mm oltre le brattee; il diametro dell'infiorescenza è di 40 - 50 mm.
- Tragopogon samaritani Heldr. & Sart. - Barba di becco di Smaritani:  le foglie non sono allargate alla base; le squame dell'involucro sono 6 - 7.
- Tragopogon tommasinii Schultz-Bip. - Barba di becco di Tommasini: la superficie delle piante è fioccosa; il becco dell'achenio è lungo due volte l'achenio stesso.
- Tragopogon dubius Scop. - Barba di becco a tromba: i fusti hanno un ingrossamento di oltre 10 mm sotto il capolino.

## Usi

### Farmacia
Nella medicina popolare le radici sono usate per i suoi effetti aperitivi e pettorali.

### Cucina
Secondo le usanze popolari le parti commestibili sono le basi delle foglie più basse e i giovani steli, cotti o crudi in salata.

### Giardinaggio
Questa pianta può essere coltivata in terreni da giardino comuni (in preferenza con argille pesanti).

## Altre notizie
Il barba di becco dubbia in altre lingue è chiamato nei seguenti modi:
- (DE)  Großer Bocksbart
- (FR)  Salsifis douteux